# AVRO
AVRO fue una organización pública de radio y televisión de los Países Bajos, que formó parte de la radiodifusión pública neerlandesa desde 1926 hasta 2014.
Los orígenes de AVRO se remontan a la primera transmisión de radio en los Países Bajos, que tuvo lugar en 1923. El grupo fue fundado en 1926 por iniciativa de varios radioaficionados, y un año después se fusionó con otras organizaciones para conformar AVRO, siglas de Algemene Vereniging Radio Omroep (en español: Asociación General de Radiodifusión). En 2014 se fusionó con el radiodifusor TROS para formar el grupo AVROTROS.

## Historia
La primera transmisión de radio en los Países Bajos tuvo lugar el 8 de julio de 1923 desde la sede de la Nederlandsche Seintoestellen Fabriek en Hilversum. El 1 de marzo de 1926, varios radioaficionados fundaron la primera organización de radiodifusión del estado, Hilversumsche Draadlooze Omroep (en español: Fundación de Radiodifusión Inalámbrica), y en diciembre de 1927 se fusionaron con otras organizaciones de La Haya y Ámsterdam para conformar el grupo AVRO, siglas de Algemene Vereniging Radio Omroep (Asociación General de Radiodifusión). El primer director de la asociación fue Willem Vogt.
La radiodifusión neerlandesa se había desarrollado por iniciativa de grupos sociales y religiosos, dentro de la pilarización de la sociedad, por lo que el estado tuvo que asignar horarios de emisión en frecuencias públicas para que todas tuvieran un espacio. En 1930, AVRO fue uno de los cinco miembros fundadores de la radio pública neerlandesa junto con KRO (católico), NCRV (protestante), VARA (socialista) y VPRO (liberalismo teológico). En aquella época, AVRO estaba ligada al liberalismo y su programación apostaba por formatos culturales y educativos.
El 2 de octubre de 1951, AVRO fue la radiodifusora que llevó a cabo la primera transmisión de televisión en los Países Bajos.
El peso de AVRO dentro de la radiodifusión neerlandesa se redujo con el paso del tiempo; primero con la creación en 1969 de la Nederlandse Omroep Stichting —encargada de informativos y de la asignación de horarios—, y en la década de 1970 con la irrupción de grupos generalistas sin adscripción política, tales como TROS y Veronica. El aumento de la competencia hizo que AVRO adoptase también una oferta generalista, orientada al entretenimiento y los programas culturales.
En 2010, el gobierno neerlandés modificó la ley de radiodifusión pública para reducir el número de organizaciones. AVRO llegó a un acuerdo con TROS para crear la radiodifusora AVROTROS, cuyas emisiones comenzaron a partir del 1 de enero de 2014.